# Burkinische Fußballnationalmannschaft (U-20-Männer)
Die burkinische U-20-Fußballnationalmannschaft der Männer ist die Auswahlmannschaft der U-20-Junioren des westafrikanischen Staates Burkina Faso. Der Spitzname der Mannschaft ist Étalons juniors.
Größter Erfolg war das Erreichen des Achtelfinales bei der Junioren-Fußballweltmeisterschaft 2003 in den Vereinigten Arabischen Emiraten. Nachdem Gruppensieg gegen die Slowakei, Panama und den Gastgeber verlor das Team im Achtelfinale gegen Kanada mit 0:1. Zu den Spielern im Kader gehörte unter anderem Aristide Bancé.

## Teilnahme an U-20-Weltmeisterschaften
| 1977 | nicht qualifiziert |
| 1979 | nicht qualifiziert |
| 1981 | nicht qualifiziert |
| 1983 | nicht qualifiziert |
| 1985 | nicht qualifiziert |
| 1987 | nicht qualifiziert |
| 1989 | nicht qualifiziert |
| 1991 | nicht qualifiziert |
| 1993 | nicht qualifiziert |
| 1995 | nicht qualifiziert |
| 1997 | nicht qualifiziert |
| 1999 | nicht qualifiziert |
| 2001 | nicht qualifiziert |
| 2003 | Achtelfinale       |
| 2005 | nicht qualifiziert |
| 2007 | nicht qualifiziert |
| 2009 | nicht qualifiziert |
| 2011 | nicht qualifiziert |
| 2013 | nicht qualifiziert |
| 2015 | nicht qualifiziert |
| 2017 | nicht qualifiziert |
| 2019 | nicht qualifiziert |
| 2021 | fand nicht statt   |
| 2023 | nicht qualifiziert |

## Teilnahme an U-20-Afrikameisterschaften
| 1979 | nicht teilgenommen |
| 1981 | nicht teilgenommen |
| 1983 | nicht teilgenommen |
| 1985 | Vorrunde           |
| 1987 | nicht teilgenommen |
| 1989 | nicht teilgenommen |
| 1991 | nicht qualifiziert |
| 1993 | nicht teilgenommen |
| 1995 | nicht qualifiziert |
| 1997 | nicht qualifiziert |
| 1999 | nicht qualifiziert |
| 2001 | nicht qualifiziert |
| 2003 | 4. Platz           |
| 2005 | nicht qualifiziert |
| 2007 | Vorrunde           |
| 2009 | nicht qualifiziert |
| 2011 | nicht qualifiziert |
| 2013 | nicht qualifiziert |
| 2015 | nicht qualifiziert |
| 2017 | nicht qualifiziert |
| 2019 | Vorrunde           |
| 2021 | Viertelfinale      |
| 2023 | nicht qualifiziert |

## Ehemalige Spieler
- Abdel Zagré (2021, A-Nationalspieler)
- Abdoul Aziz Nikiéma (2003, A-Nationalspieler)
- Amadou Coulibaly (2003, A-Nationalspieler)
- Amara Ahmed Ouattara (2003, A-Nationalspieler)
- Aristide Bancé (2021, A-Nationalspieler)
- Boureima Maïga (2003, A-Nationalspieler)
- Daouda Diakité (2003, A-Nationalspieler)
- Hamado Ouedraogo (2003, A-Nationalspieler)
- Kouamé Botué (2019–2021, A-Nationalspieler)
- Nasser Djiga (2021–, A-Nationalspieler)
- Saïdou Panandétiguiri (2003, A-Nationalspieler)
- Soumaïla Tassembédo (2003, A-Nationalspieler)